# Kateryna Karsak
Kateryna Jevhenivna Karsak (in ucraino Катерина Євгенівна Карсак?; Odessa, 26 dicembre 1985) è una discobola ucraina.

## Palmarès
| Anno | Manifestazione   | Sede       | Evento           | Risultato | Misura  | Note                          |
| ---- | ---------------- | ---------- | ---------------- | --------- | ------- | ----------------------------- |
| 2001 | Mondiali allievi | Debrecen   | Lancio del disco | 4ª        | 45,90 m |                               |
| 2005 | Europei under 23 | Erfurt     | Lancio del disco | Bronzo    | 56,81 m |                               |
| 2006 | Europei          | Göteborg   | Lancio del disco | 4ª        | 62,45 m |                               |
| 2007 | Europei under 23 | Debrecen   | Lancio del disco | Oro       | 64,40 m | Miglior prestazione personale |
| 2007 | Mondiali         | Osaka      | Lancio del disco | 15ª (q)   | 59,46 m |                               |
| 2008 | Olimpiadi        | Pechino    | Lancio del disco | 21ª       | 58,61 m |                               |
| 2009 | Universiadi      | Belgrado   | Lancio del disco | Bronzo    | 60,47 m |                               |
| 2009 | Mondiali         | Berlino    | Lancio del disco | 27ª (q)   | 56,79 m |                               |
| 2010 | Europei          | Barcellona | Lancio del disco | 15ª       | 55,41 m |                               |
| 2011 | Mondiali         | Taegu      | Lancio del disco | 19ª (q)   | 57,54 m |                               |
| 2012 | Europei          | Helsinki   | Lancio del disco | 16ª       | 54,32 m |                               |
| 2012 | Olimpiadi        | Londra     | Lancio del disco | 26ª       | 58,64 m |                               |

## Altre competizioni internazionali
2002
- Oro alle Gymnasiadi ( Caen), lancio del disco - 46,57 m

2005
- 9ª in Coppa Europa invernale di lanci (under 23) ( Mersin), lancio del disco - 47,56 m

2006
- Argento in Coppa Europa invernale di lanci (under 23) ( Tel Aviv), lancio del disco - 56,91 m

2010
- Bronzo agli Europei a squadre ( Bergen), lancio del disco - 57,20 m

2011
- 4ª in Coppa Europa invernale di lanci ( Sofia), lancio del disco - 57,36 m
- Oro agli Europei a squadre ( Stoccolma), lancio del disco - 63,35 m

2012
- 9ª in Coppa Europa invernale di lanci ( Bar), lancio del disco - 59,00 m